# Cacaxtla
Cacaxtla es un sitio arqueológico mexicano a 19 km al sur de la ciudad de Tlaxcala de Xicohténcatl y a 128 km al este de la capital Ciudad de México, en el sur del Estado de Tlaxcala, en el municipio de Natívitas; su nombre proviene de la palabra náhuatl cacaxtli o cacaxtle, que refiere a los canastos de viaje que usaban los mercaderes para transportar sus mercancías. El sitio destaca por el buen estado en el que se han conservado sus murales. Los murales de Cacaxtla fueron elaborados con minerales de procedencia local, cal para el blanco, carbón para el negro, hematita para el rojo, goethita para el amarillo. El azul es el azul maya, una arcilla llamada paligorskita, teñida con añil”. Los colores básicos utilizados en el mural fueron el blanco, negro, rojo, café, amarillo y azul; y también hay elementos en verde, rosa y tres tonalidades de azul, así como “mezclas de pigmentos rojo y negro para lograr tonos de piel de los personajes que aparecen en los murales.
El esplendor de la ciudad de Cacaxtla ocurrió en el periodo Epiclásico (650 -1100 D.C.).

## Historia

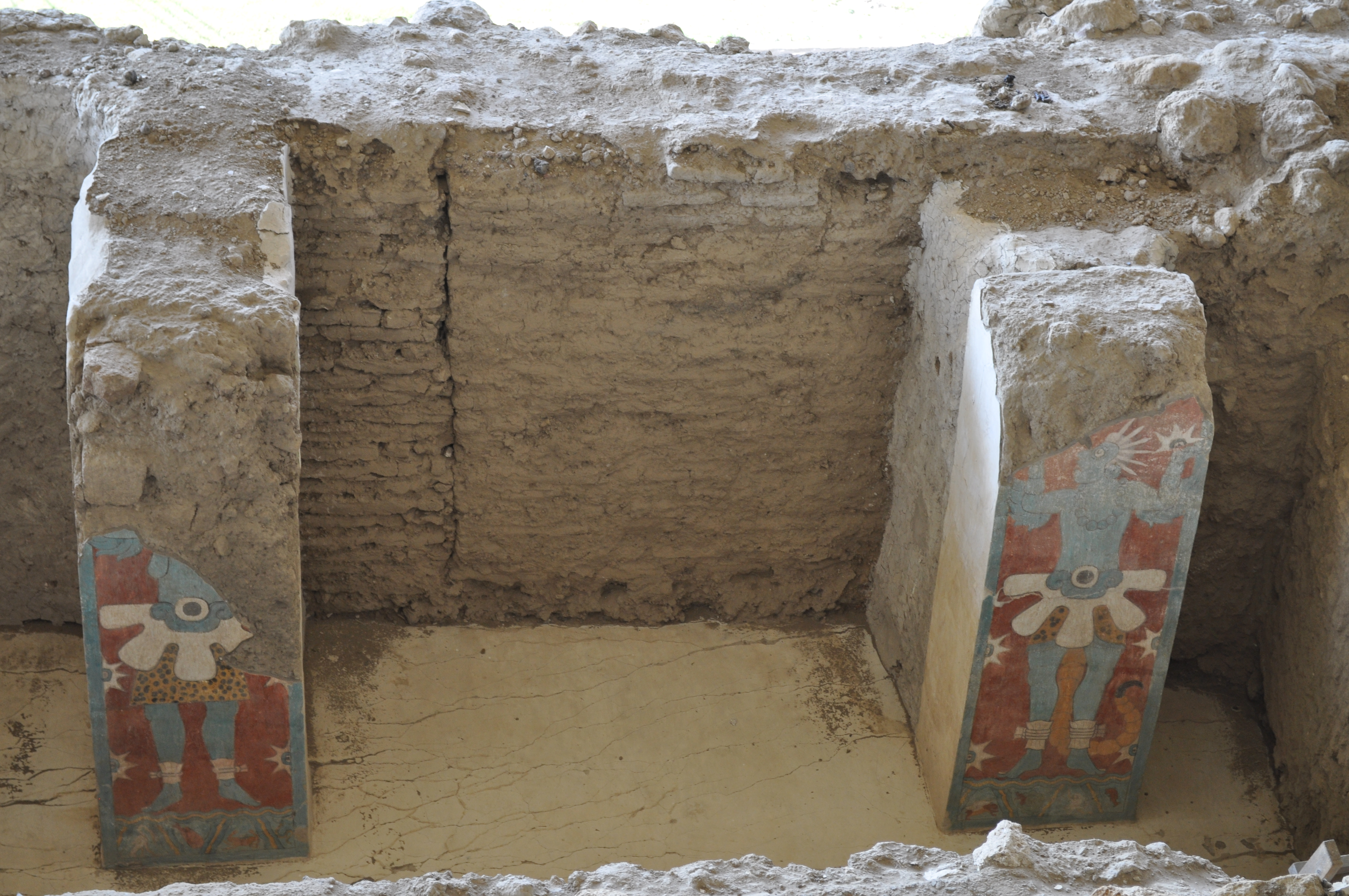
Murales del Templo de Venus

Durante mucho tiempo se creyó que Cacaxtla fue capital del pueblo olmeca-xicallanca, sin embargo dicho dato proviene de fuentes históricas como las escritas por Diego Muñoz Camargo, quien también fue uno de los primeros escritores en describir la existencia de los montículos. Sin embargo, en dichas fuentes existen incoherencias temporales, que llevan a descartar a este pueblo como los creadores de las pinturas y el Gran Basamento. Asimismo, la presencia de este grupo étnico, no ha logrado sustentarse en contraste con la evidencia arqueológica en el sitio.
La ocupación más temprana en el Valle Puebla-Tlaxcala, fue cerca del año 1200 A.C., por pueblos étnicamente aún no identificados. Las primeras construcciones de carácter religioso - político en Tlaxcala, se presentaran en el año 800 A.C., con la construcción de la Pirámide Circular en Xochitécatl. Este último sitio logra un gran desarrollo regional hasta aproximadamente el año 200 D.C., en cual existe un abandono paulatino, propiciado por las constantes erupciones de ceniza y material volcánico del volcán Popocatépetl. Posteriormente, existe una reocupación del sitio de Xochitécatl como centro ceremonial y se inicia la construcción de Cacaxtla como centro administrativo cerca del año 400-500 D.C.. Aún hay debates acerca de que grupo reocuparía el sitio, aunque existe evidencia arqueológica que sustenta el regreso de la población que habitaba la región en fechas más tempranas.

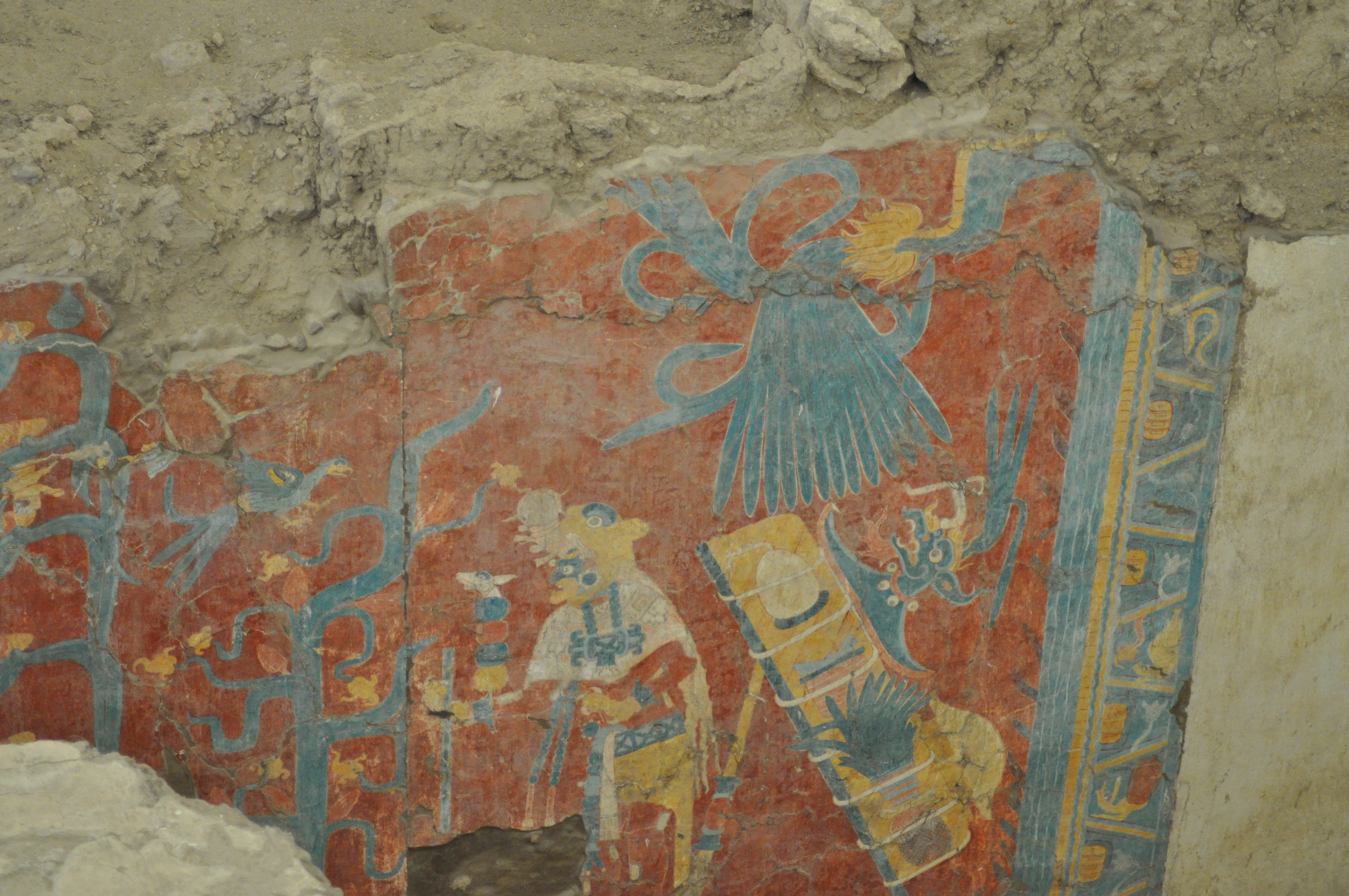
Mural del Templo rojo

Al colapso de Cholula y de la hegemónica Teotihuacán (aproximadamente en el año 650 D.C.), existe un momento de inestabilidad política, económica y social, lo que causa grandes movimientos poblacionales a lo largo del territorio, en la búsqueda de nuevos centros políticos. Así es como Cacaxtla tiene su florecimiento, coincidiendo con el crecimiento de sus edificios, zonas habitacionales y de las representaciones artísticas, como esculturas y murales. 

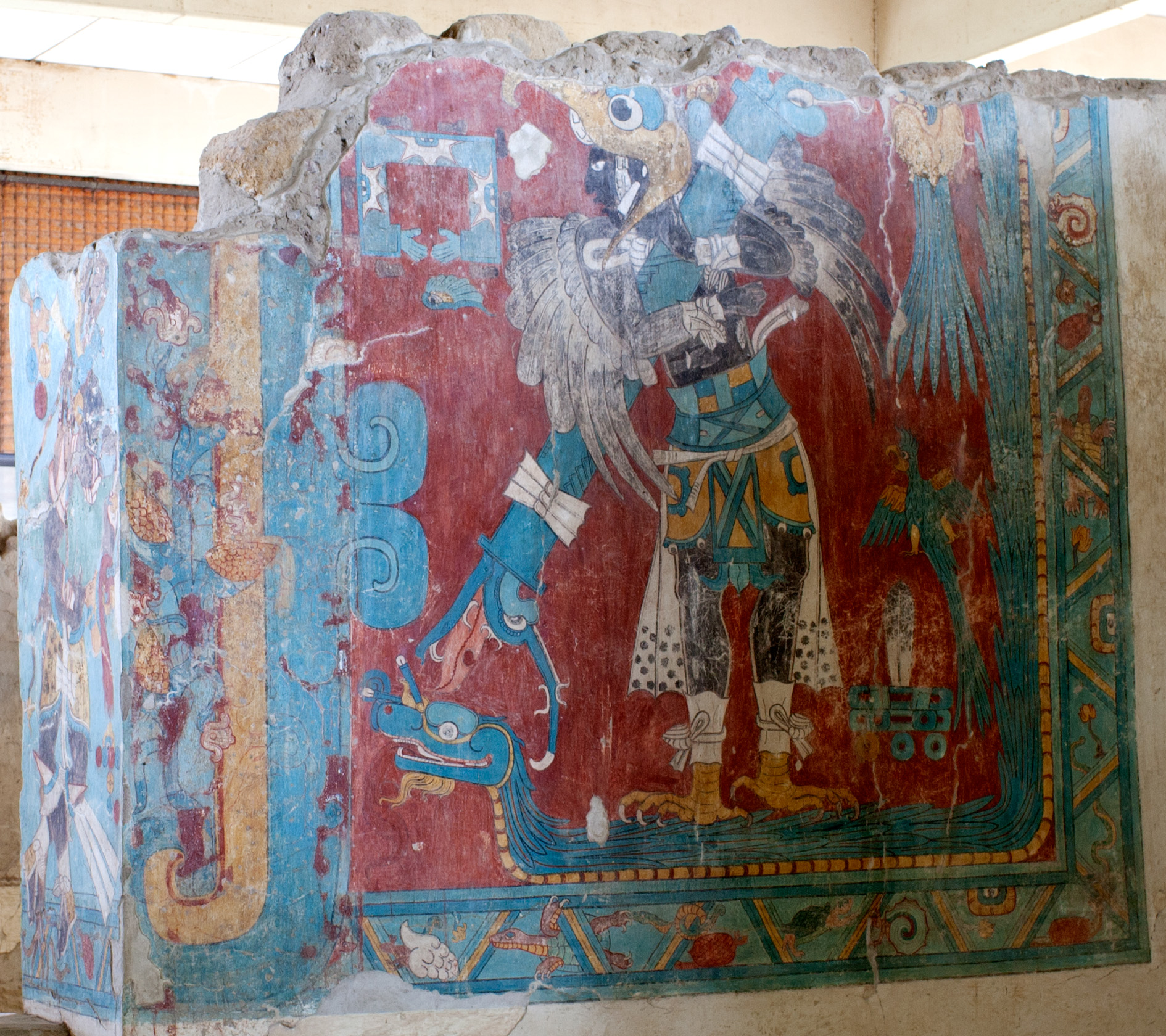
Mural del Hombre - Pájaro en el Pórtico "A"

Situada a menos de 1km del cerro Xochitécatl y a menor altura (2200 m s. n. m.), Cacaxtla (Gran Basamento) combina características de un centro ceremonial-político, sitio de habitación de la élite y de una fortaleza, ya que la ciudadela estuvo rodeada de fosos defensivos, además de murallas de tierra para su protección. El sitio incluye dos pequeñas pirámides sobre las que se edificaron adoratorios. Una de las características de Cacaxtla es que varias de sus construcciones poseen un pórtico al frente, seguido de un pequeño recinto en la parte posterior. 

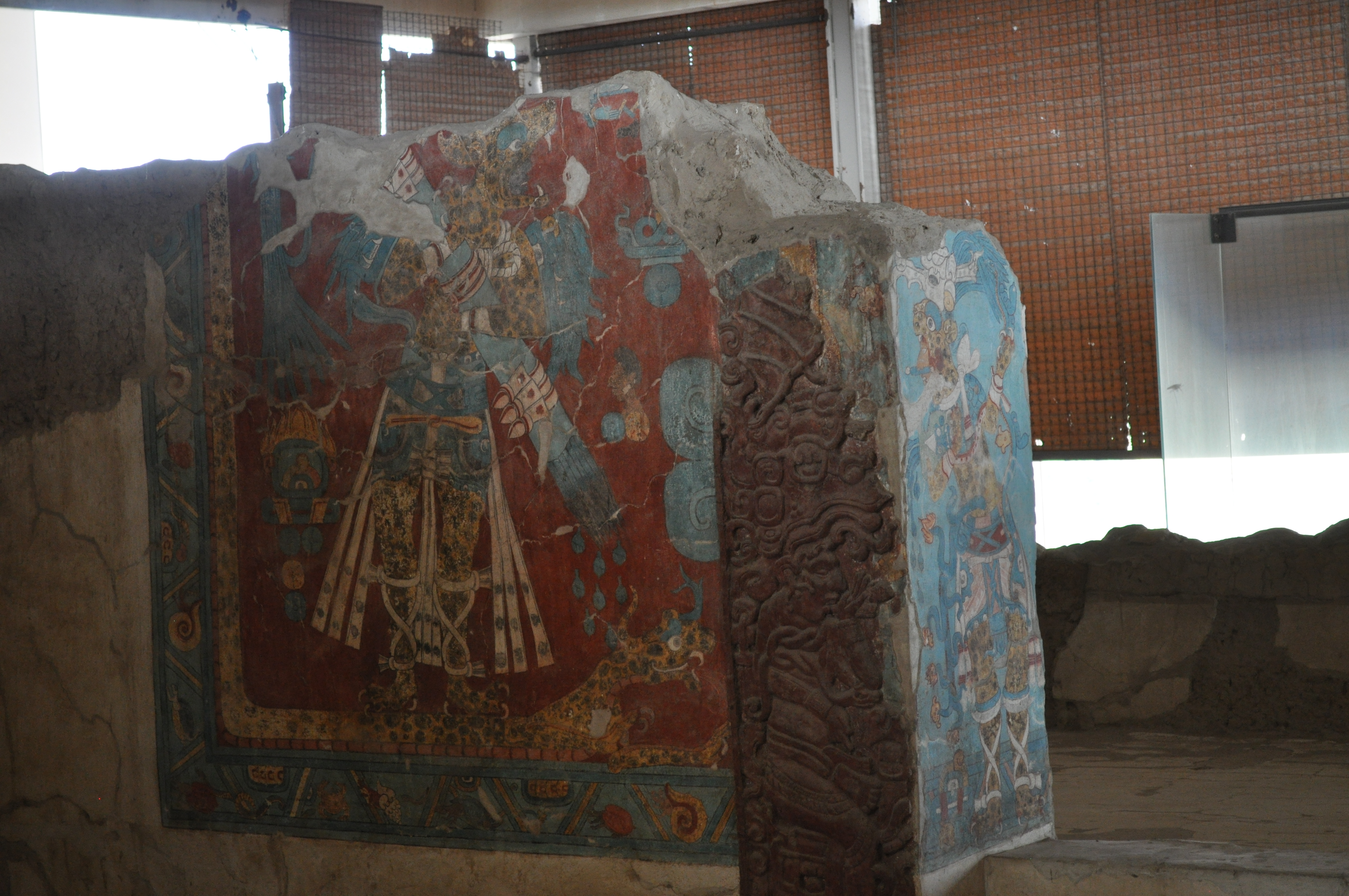
Mural del Hombre - Jaguar en el Pórtico "A"

Varias de las edificaciones fueron decoradas con bajorrelieves en barro, igualmente se realizaron complejas pinturas murales en las que resaltan colores como el rojo, azul, amarillo, negro y blanco; algunos de los personajes representados muestran características de la cultura maya.
Su ascendencia llegó a su fin alrededor del año 900 o 1000 D.C., donde la ciudad fue nuevamente abandonada por diferentes causas, pero principalmente por actividad volcánica del Popocatépetl.

### Historia moderna del sitio
El sitio fue redescubierto en 1975 por campesinos del pueblo de San Miguel del Milagro, quienes labrando la tierra encontraron plasmado en un muro el rostro de un personaje, hoy conocido como el "Caballero Águila", y dieron aviso a las autoridades del hallazgo; este hecho llamó la atención de los arqueólogos en ese mismo año.
El 21 de mayo de 2007 cerca de 800 m² de la estructura que cubría las ruinas se derrumbó y otros 800m² dañados por una fuerte granizada 
 Archivado el 3 de febrero de 2009 en Wayback Machine. [Archivado el 3 de febrero de 2009 en Wayback Machine.]. La zona fue reabierta un año después .

## Gran Basamento
El centro de la ciudad de Cacaxtla es el Gran Basamento de 200 m de longitud por 25 m de alto, una plataforma natural que da una fina posición defensiva y una vista imponente del terreno circundante. Los principales edificios religiosos y civiles de la ciudad estaban ubicados en esta plataforma, así como las residencias de la clase sacerdotal. Muchas otras pirámides más pequeñas y bases de templos se encuentran en las cercanías de la plataforma principal.
Debido a que el basamento principal de Cacaxtla no fue excavado sino hasta la década de 1980, muchas de las coloridas decoraciones de los muros fueron preservadas y pueden ser apreciadas en el sitio por los visitantes. De interés particular es el hecho que muchos de los murales parecen combinar la simbología del Altiplano con influencias de los mayas, haciendo de Cacaxtla única en este sentido.
El más famoso de los murales preservado en Cacaxtla es el "Mural de la Batalla", ubicado en la parte norte del basamento, que es previo al año 700; está plasmado en una pared inclinada de piedra caliza que es parte de la base de un templo y está dividida en dos por una escalera central. El mural retrata a dos grupos de guerreros en batalla: de un lado están los guerreros jaguar olmecas, armados con lanzas, cuchillos de obsidiana y escudos redondos, que claramente están derrotando un ejército de guerreros pájaro (algunos de los cuales están desnudos y en varias etapas de desmembramiento).

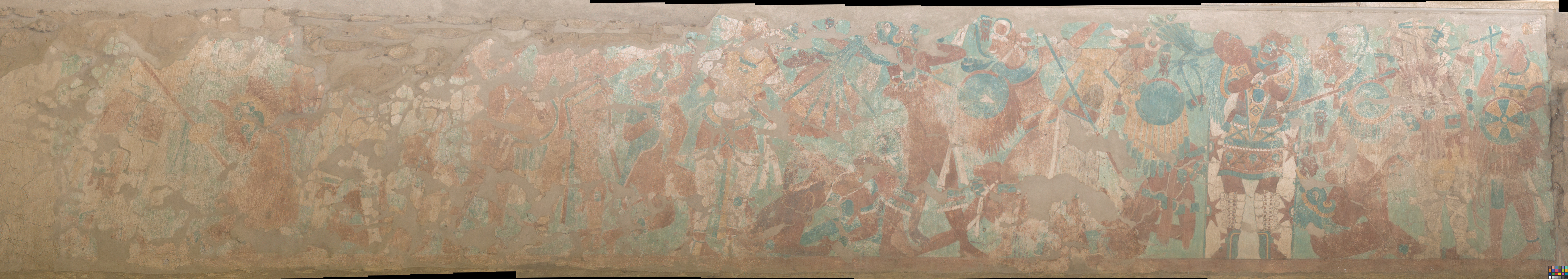
Mural de la Batalla, lado izquierdo

Mural de la Batalla, lado derecho

Es notable que en otros murales del sitio aparecen dignatarios o sacerdotes que, por su atuendo y los rasgos faciales de tipo maya, parecen pertenecer al grupo derrotado. También es notable que en los murales se hace una utilización profusa de pigmentos de color llamado azul maya o como el dragón azul.

## Turismo
El sitio arqueológico es mantenido por el Instituto Nacional de Antropología e Historia (INAH) y está abierto al público todos los días de la semana de 9:00 a 18:00. Además de las ruinas, hay un pequeño pero bien presentado museo en el que hay modelos de como se veía la ciudad en sus tiempos de mayor apogeo y una colección de artefactos encontrados en el sitio.
- Xochitécatl es una zona arqueológica vecina a 1 km al oeste de Cacaxtla.
- Monumentos históricos de Cacaxtla y zonas aledañas.

## Valor arqueológico

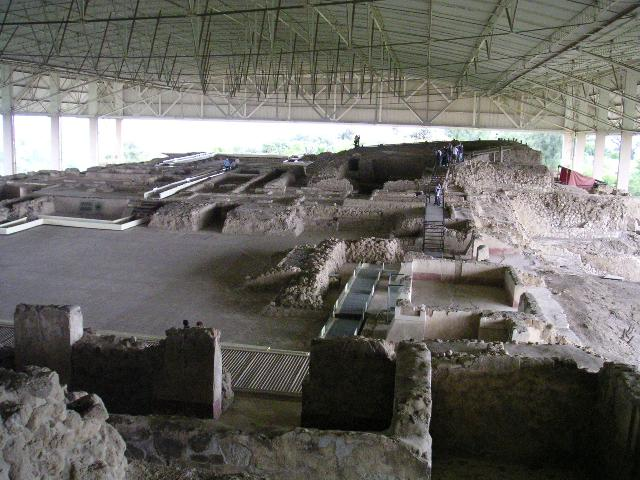
Gran Basamento

La gran importancia de Cacaxtla es su valor arqueológico. Los antiguos habitantes desarrollaron una nueva construcción en el gran montículo orientado en dirección N-S, levantándola sobre su primera edificación construyendo una nueva que cubrió la anterior, de la misma manera que forrando una caja, dejando la anterior ruina en el interior. Fue gracias a este sistema de construcción que las ofrendas y rituales, los instrumentos, las pinturas murales se conservaron hasta la actualidad en su mayoría en perfecto estado sin perder sus atributos artesanales. Finalmente, ya que se habla de un estado rico en cultura se puede decir que Cacaxtla es uno de los principales corazones culturales prehispánicos de Tlaxcala.